# Biełasielski
Biełasielski (biał. Беласельскі, ros. Белосельский) – przystanek kolejowy obok miejscowości Sukniewicze, w rejonie smorgońskim, w obwodzie grodzieńskim, na Białorusi. Leży na linii Mińsk – Wilno.
W okresie międzywojennym znajdowała się tu osada kolejowa Sukniewicze.